# Grosvenoria rimbachii
Espèce
Synonymes
- Eupatorium rimbachii B.L.Rob.[2] [1]

Statut de conservation UICN

 VU B1ab(iii) : Vulnérable
Grosvenoria rimbachii est une espèce de plantes à fleurs de la famille des Asteraceae.

## Publication originale
- Phytologia 30: 222. 1975.